# Bokmål
Bokmål (výslovnost búkmól; doslova knižní řeč) je spolu s novou norštinou jedna ze dvou oficiálních spisovných variant norštiny.
Oba spisovné jazyky jsou v Norsku rovnoprávné. Bokmål používá především obyvatelstvo velkých měst ve východní části země, více než 92 % všech obyvatel.
Bokmål je velkou měrou ovlivněn dánštinou, která byla více než 400 let úředním jazykem v Norsku. Po roce 1814, kdy skončila dánská nadvláda, byl jazyk nazýván dánsko-norský, od roku 1890 riksmål (říšský jazyk). Jazyk prošel řadou reforem, které měly za cíl jeho přiblížení norským nářečím a nové norštině. Reformy se však nesetkaly vždy s kladným ohlasem. Od roku 1929 se jazyk nazývá bokmål.
Riksmål, jako stále používaná konzervativní varianta, se řadí mezi východní severogermánské jazyky (kam patří také dánština a švédština), zatímco nová norština patří spolu s islandštinou a faerštinou do západní větve. Bokmål leží mezi těmito dvěma skupinami.

## Historie
Specifická jazyková situace v Norsku je důsledkem historického vývoje. Od roku 1397, kdy přešlo Norsko pod dánskou nadvládu, se hlavním jazykem Norska stala příbuzná dánština, která postupně vytlačila norštinu ze všech oblastí úředního jednání. Ve městech vznikala nářečí, v nichž převažovala dánská slovní zásoba a morfologie a zároveň norská fonetika a syntax. Na venkově se však mluvilo nářečími, která byla výsledkem vývoje staré norštiny.
Dánština se používala až do krátkého osamostatnění a připojení Norska ke Švédsku roku 1814. V té době vznikly dva hlavní myšlenkové proudy, jejichž cílem bylo vytvoření spisovného norského jazyka. Jeden z těchto směrů vycházel z nářečí venkovského obyvatelstva, z nichž byl později vytvořen landsmål – dnešní nová norština. Druhý směr rozvíjel jazyk dánsko-norský, který byl používán jako úřední (landsmål byl prohlášen za druhý úřední jazyk roku 1885). Spisovatel Henrik Wergeland (1808–1845) a jeho kolegové seskupení kolem časopisu Statsborgeren začali obměňovat jeho slovní zásobu a pravopis. Wergeland v roce 1835 navrhoval, aby byla sjednocena výslovnost v divadlech podle dialektu používaného v Kristiánii (dnešní Oslo), což se stalo, i když ne zcela podle tohoto konceptu, až roku 1852. Od roku 1890 je dánsko-norský jazyk nazýván riksmål (dosl. říšský jazyk; tehdejším pravopisem rigsmaal). V průběhu 20. století byl několikrát reformován s cílem sblížení s hovorovým jazykem obyvatelstva a novou norštinou. Tato opatření se však mnohdy nesetkala s kladným přijetím mezi uživateli.
| Mapa Norska s vyznačením obcí, kde se jako úřední jazyk používá (2007): bokmål nynorsk neutrální |

### Reforma 1907
Reforma zavedla psaní p, t, k podle výslovnosti namísto původního b, d, g, např. bok (kniha) místo bog. Aby se předešlo záměnám, začaly se v podobných případech používat zdvojené souhlásky (např. ve slově bukk, podstavec). V mnoha případech byly nahrazeny dánské koncovky norskými, např. v množném čísle (hester místo heste, koně) či préteritu (kastet místo kastede, házel).
Reforma z roku 1907 následovala po získání nezávislosti Norska na Švédsku (1905). Odpovídala jazykové praxi vedoucích společenských vrstev.

### Reforma 1917
V roce 1917 došlo k dalším změnám pravopisu. V mnoha slovech se podle výslovnosti začalo psát ll a nn místo ld a nd (např. fjell místo fjeld, pohoří, mann místo mand, muž). Písmeno æ bylo v mnoha slovech nahrazeno písmenem e (např. lese místo læse, číst). Bylo zavedeno písmeno å (vysl. [ɔ, ɔː]), které nahradilo v písmu dřívější skupinu aa. Při ohýbání byly volitelně zavedeny některé tvary používané v nářečích a v nové norštině, např. určitý člen ženského rodu -a (ženský rod již nebyl podle dánštiny v riksmålu používán, splynul s rodem mužským), tvary préterita na -a (např. kasta vedle kastet) aj. Zavedeny byly rovněž některé nářeční formy slov vedle tradičních (např. bein vedle ben, noha, dolní končetina).
Povinné změny se ujaly v praxi poměrně rychle, zatímco volitelné tvary nebyly všeobecně snadno přijímány.

### Reforma 1938
V roce 1929 došlo k přejmenování obou spisovných jazyků, riksmål se od té doby nazývá bokmål (knižní řeč). Pod názvem riksmål se v současnosti rozumí konzervativní forma bokmålu, prostá radikálních změn zavedených v roce 1938. Tato reforma zavedla používání tzv. radikálních tvarů podle nářečí a nové norštiny vedle tvarů tradičních. Rozdělila tvary slov na hlavní a vedlejší, uváděné ve slovnících v závorkách. Ve školních učebnicích a v úředním styku směly být používány pouze tvary označené jako hlavní.
Reforma vedená snahou o přiblížení spisovného jazyka hovorovému (nová norština je bližší běžně mluvenému jazyku) se u většiny uživatelů bokmålu nesetkala s pochopením. Mnozí dosud považují radikální tvary za vulgární a dávají přednost tvarům tradičním, proto je riksmål stále používán jako neoficiální psaný standard. Cílem reformy bylo vytvoření jednotného spisovného jazyka, obecné norštiny (samnorsk). Proti tomuto úsilí však v 50. letech byla pořádána silná kampaň, kterou vedl Riksmålsforbundet, spolek založený v roce 1907 na ochranu riksmålu proti sílícímu vlivu nové norštiny.

### Reforma 1959
V roce 1951 ustanovil parlament (Storting) Norskou jazykovou komisi (Norsk språknemnd), která začala pracovat na nové pravopisné normě. Cílem bylo především omezit počet dubletních tvarů. Výsledkem byla tzv. učebnicová norma (Læreboknormalen) z roku 1959. Reforma omezila počet hlavních forem, mnoho z nich bylo nadále označeno za formy vedlejší. Přesto nedošlo k redukci počtu volitelných forem. Za zmínku stojí, že za hlavní byly označeny mnohé radikální tvary.

### Reforma 1981
V roce 1972 byla myšlenka obecné norštiny opuštěna. Byla vytvořena Norská jazyková rada (Norsk språkråd), která nahradila Norskou jazykovou komisi. V radě získali místo i zástupci spolku Riksmålsforbundet. Rada pak vypracovala návrh nové reformy, kterou v roce 1981 jednomyslně schválil parlament. Mnohé slovní formy byly zrovnoprávněny s hlavními formami danými reformou z roku 1959. Bylo například povoleno používat tvary mužského rodu (-en) u feminin (vedle zakončení -a) s výjimkou školních učebnic.

### Reforma 2005
Reforma z roku 2005 navázala na předchozí. Zrušila zcela rozdíly mezi hlavními a vedlejšími formami.

## Hlavní rysy
Následující tabulka srovnává v hlavní rysech tradiční a radikální tvary bokmålu s tvary dánskými na straně jedné a nářečními tvary používanými v hlavním městě Oslo na straně druhé. Z porovnání vyplývá ovlivnění tradičních tvarů dánštinou a radikálních tvarů osloským nářečím.
|                                                                                | Dánština                         | Bokmål                           | Bokmål                           | Nářečí v Oslo                    |
| Tradiční tvar                                                                  | Dánština                         | Radikální tvar                   |                                  | Nářečí v Oslo                    |
| ------------------------------------------------------------------------------ | -------------------------------- | -------------------------------- | -------------------------------- | -------------------------------- |
| Rozlišování mužského a ženského rodu malý muž malá žena                        | ne en lille mand en lille kvinde | ne en liten mann en liten kvinne | ano en liten mann ei lita kvinne | ano en liten mann ei lita kvinne |
| Rozlišování určitých tvarů mužského a ženského rodu v plurálu ty čluny ty vozy | ne bådene vognene                | ne båtene vognene                | ne båtene vognene                | ano båta vognene                 |
| Zakončení určitého tvaru plurálu neuter ty domy                                | -ene/erne husene                 | -ene husene                      | -a husa                          | -a husa                          |
| Zakončení příčestí minulého/trpného slabých sloves jel (na kole)               | -et cyklet                       | -et syklet                       | -a sykla                         | -a sykla                         |
| zakončení préterita slabých sloves jel (na kole)                               | -ede cyklede                     | -et syklet                       | -a sykla                         | -a sykla                         |
| Zakončení příčestí minulého/trpného silných sloves napsán/napsal               | -et skrevet                      | -et skrevet                      | -et skrevet                      | -i skrivi                        |
| Rozštěpený infinitiv přijít ležet                                              | ne komme ligge                   | ne komme ligge                   | ne komme ligge                   | ano komma ligge                  |
| Štěpení u maskulin zakončených nepřízvučnou samohláskou žebřík kolo            | ne stige runde                   | ne stige runde                   | ne stige runde                   | ano stega runde                  |
| Západoskandinávské dvojhlásky kost kouř jemný                                  | ne ben røg blød                  | ne ben røk bløt                  | ano bein røyk blaut              | ano bein røyk blaut              |
| Západoskandinávské u místo o most                                              | ne bro                           | ne bro                           | ano bru                          | ano bru                          |
| Západoskandinávské přehlásky podlaha                                           | ne gulv                          | ne gulv                          | (ano) (golv)                     | ano gølv                         |
| Přízvuk na první slabice v cizích slovech banán                                | ne /ba'na:n/                     | ne /ba'na:n/                     | ne /ba'na:n/                     | ano /'banan/                     |
| Tlusté l /ɽ/ ze staroseverského /rð/ stůl                                      | ne /bo:r/                        | ne /bu:r/                        | ne /bu:r/                        | ano /bu:ɽ/                       |
| Tlusté l /ɽ/ ze staroseverského /l/ slunce                                     | ne /so:l/                        | ne /su:l/                        | ano /su:ɽ/                       | ano /su:ɽ/                       |
| Dánská slovní zásoba jíst proč                                                 | ano spise hvorfor                | ano spise hvorfor                | ano spise hvorfor                | ne eta åffer                     |
| Dánská slovní zásoba dívka jak                                                 | ano pige hvordan                 | ano pike hvordan                 | ne jente (åssen)                 | ne jente åssen                   |